# 原町滝沢家日記
『原町滝沢家日記』（はらまちたきざわけにっき）は、長野県上田市原町で問屋を営んできた滝沢家に残る日記であり、1663年（寛文3年） – 1869年（明治2年）にかけての歴代当主によって記されている。その数は157冊にも及び、1969年5月9日に上田市の有形文化財に指定されている。『問屋日記』とも呼ばれる。
滝沢家は問屋として上田城城下町のうち原町地域（原町、柳町、田町、紺屋町）の継立を担ってきた。日記には上田藩からのお触れ、藩へ提出した書類の控えのほか、当時の上田における結婚、離婚、転入出、旅行、物価、年中行事、事件、事故、訴訟などの様々な記録が残っている。
江戸時代初期から明治初めまでの長期にわたって記録が残っているため、『海野町柳沢家日記』と共に上田市史にとって最も基本的な古文書である。